# Partfutó
A partfutó (Calidris) a madarak (Aves) osztályának lilealakúak (Charadriiformes) rendjébe, ezen belül a szalonkafélék (Scolopacidae) családjába tartozó nem.

## Tudnivalók
Az ide tartozó madarak a költési időszakot az Arktiszon, míg az év többi részét vándorlással és a telelőhelyeken való tartózkodással töltik. Fajtól függően a trópusokon vagy a szubtrópusokon telelnek át, bár egyesek az enyhébb éghajlatú mérsékelt övi térségekben várják meg a következő tavaszt. Gyakran vegyes csapatokban vándorolnak vagy táplálkoznak, és nem csak a nembéli madarakkal társulnak. 
Közepes méretű madárfaj, mely hosszú szárnnyal és rövidebb csőrrel rendelkezik; azonban a csőre igen érzékeny, ennek segítségével a partfutó kitapogatja a táplálékul szolgáló, homokba rejtőzködő gerincteleneket. A neve azért „partfutó”, mivel táplálkozás közben a vízparton ide-oda futkos.

## Rendszerezés
A nembe az alábbi 24 faj tartozik:
- hegyesfarkú partfutó (Calidris acuminata) Horsfield, 1821
- fenyérfutó (Calidris alba) (Pallas, 1764)
- havasi partfutó (Calidris alpina) (Linnaeus, 1758)
- Baird-partfutó (Calidris bairdii) Coues, 1861
- sarki partfutó (Calidris canutus) (Linnaeus, 1758) - típusfaj
- sárjáró (Calidris falcinellus) (Pontoppidan, 1763) - korábban: Limicola falcinellus (Pontoppidan, 1763)
- sarlós partfutó (Calidris ferruginea) (Pontoppidan, 1763)
- Bonaparte-partfutó (Calidris fuscicollis) (Vieillot, 1819)
- töcspartfutó (Calidris himantopus) (Bonaparte, 1826)
- tengeri partfutó (Calidris maritima) (Brünnich, 1764)
- vándorpartfutó (Calidris melanotos) Vieillot, 1819
- apró partfutó (Calidris minuta) (Leisler, 1812)
- törpepartfutó (Calidris minutilla) Vieillot, 1819
- alaszkai partfutó (Calidris mauri) (Cabanis, 1857)
- bering-tengeri partfutó (Calidris ptilocnemis) Coues, 1873
- pajzsos cankó (Calidris pugnax) (Linnaeus, 1758) - korábban: Philomachus pugnax (Linnaeus, 1758)
- kis partfutó (Calidris pusilla) (Linnaeus, 1766)
- kanalas partfutó (Calidris pygmaea) (Linnaeus, 1758) - korábban: Eurynorhynchus pygmeus (Linnaeus, 1758)
- rozsdástorkú partfutó (Calidris ruficollis) (Pallas, 1776)
- hosszúujjú partfutó (Calidris subminuta) Middendorff, 1853
- cankópartfutó (Calidris subruficollis) (Vieillot, 1819) - korábban: Ereunetes subruficollis (Vieillot, 1819), Tryngites subruficollis (Vieillot, 1819)
- Temminck-partfutó (Calidris temminckii) (Leisler, 1812)
- nagy partfutó (Calidris tenuirostris) Horsfield, 1821
- hullámtörő madár (Calidris virgata) (Gmelin, 1789) - korábban: Aphriza virgata Gmelin, 1789

## Fordítás
- Ez a szócikk részben vagy egészben  a   Calidris című angol Wikipédia-szócikk ezen változatának fordításán alapul.  Az eredeti cikk szerkesztőit annak laptörténete sorolja fel. Ez a jelzés csupán a megfogalmazás eredetét és a szerzői jogokat jelzi, nem szolgál a cikkben szereplő információk forrásmegjelöléseként.